# Fort Niagara

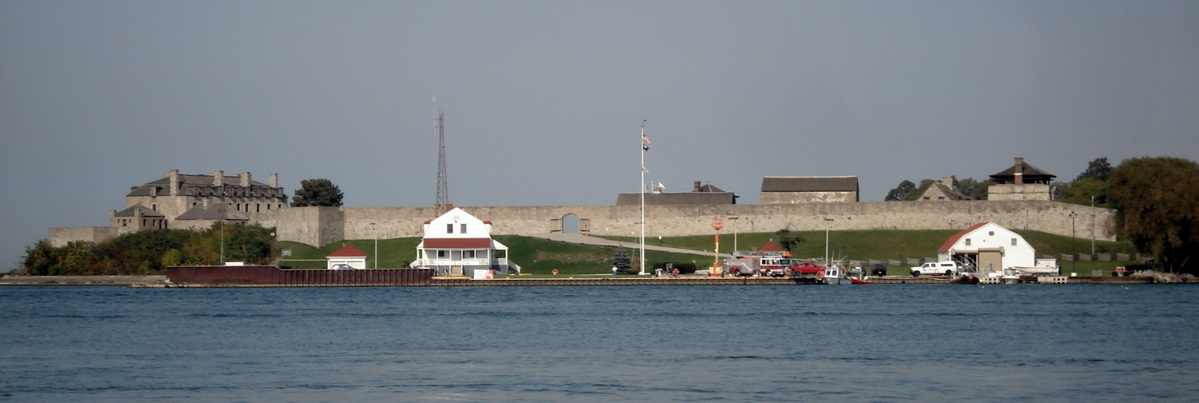
Fort Niagara

Fort Niagara ist eine bis in das 17. Jahrhundert zurückgehende Festungsanlage an der Mündung des Niagara River in den Ontariosee auf dem Gebiet der Stadt Youngstown im US-Bundesstaat New York. Aufgrund ihrer strategischen Bedeutung spielte sie in mehreren Kriegen eine Schlüsselrolle.

## Unter französischer Herrschaft

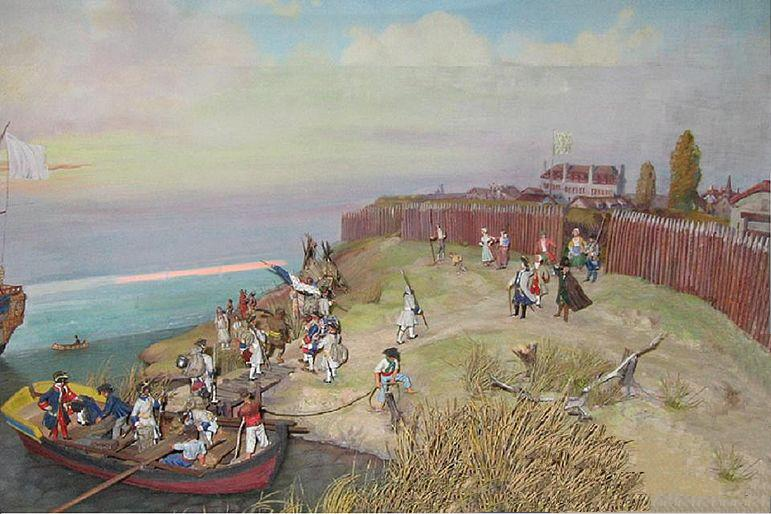
Fort Niagara 1730

Als erste Befestigung am Standort von Fort Niagara ließ der französische Entdecker René-Robert Cavelier, Sieur de La Salle im Frühjahr 1679 das Fort Conti errichten, da es sich als Zwischenstation für Schiffe eignete, die Nachschub über den See nach Fort Frontenac brachten, eine wichtige Basis La Salles. Benannt war es nach Louis Armand de Bourbon, Prince de Conti. Das Fort wurde jedoch noch im selben Jahr durch ein Feuer zerstört. Zum Bau eines zweiten Forts kam es im Sommer 1687 durch Jacques-Rene de Brisay, Marquis de Denonville, den Gouverneur von Neufrankreich (Kanada). Denonville führte einen Feldzug gegen die zum Stammesverbund der Irokesen gehörenden Seneca; das Fort sollte deren Unterwerfung dienen. Die 100 Mann umfassende Garnison wurde jedoch durch Kälte, Hunger und Krankheiten so dezimiert, dass die Ablösung im Frühjahr 1688 nur noch 12 Überlebende vorfand. Daraufhin wurde das Fort wegen seiner isolierten Lage aufgegeben und zerstört.
Im Zuge der Kolonialkriege mit Großbritannien am Ende des 17. und Anfang des 18. Jahrhunderts begannen die Franzosen den Bau einer Reihe von Befestigungen, mit denen sie die Briten aus dem Gebiet der Großen Seen fernhalten wollten. In diesem Zusammenhang bauten sie 1726 mit der Erlaubnis der Irokesen in der Nähe einer 1720 von dem Händler Louis-Thomas Chabert de Joncaire angelegten Niederlassung am Standort von Fort Denonville ein Steinhaus mit einer Palisadenbefestigung (heute French Castle). Es diente als Niederlassung für den lukrativen Pelzhandel und Standort einer kleinen französischen Garnison. Während des Österreichischen Erbfolgekriegs verstärkten die Franzosen die Befestigungen, zu Kämpfen kam es jedoch nicht.
Während des folgenden Friedens war Fort Niagara Ausgangspunkt verschiedener Unternehmungen, mit denen die Franzosen ihre Herrschaft im Tal des Ohio River abzusichern versuchten und eine Kette von Forts vom Eriesee bis Fort Duquesne (heute Pittsburgh) anlegten. Nach dem Ausbruch des Siebenjährigen Kriegs 1754 war das Fort einer der wichtigsten französischen Stützpunkte an den Großen Seen. Deshalb gab es schon 1755 einen Vorstoß britischer Miliztruppen unter General William Shirley, der jedoch aufgrund zahlreicher Verzögerungen nur bis Fort Oswego kam und abgebrochen werden musste. Daraufhin begannen die Franzosen mit umfangreichen Verstärkungen des Forts, das mit Bastionen umgeben, vergrößert und mit Kapazitäten für mehr Truppen versehen wurde. In den folgenden Jahren war Fort Niagara Basis für zahlreiche Angriffe der mit den Franzosen verbündeten Indianer auf die britischen Kolonien. Notwendig für die Sicherheit der Franzosen war die Neutralität der Irokesen. Nachdem es jedoch dem britischen Indianer-Superintendenten Sir William Johnson Ende 1758 gelang, diese auf seine Seite zu ziehen, zögerten die Briten nicht lange mit einem Angriff auf Fort Niagara.
Die Franzosen erwarteten einen Angriff und bereiteten sich darauf vor, indem sie Verstärkungen schickten und die Befestigungen verstärkten. Im Sommer 1759 stieße eine britische Armee unter Brigadegeneral John Prideaux von Albany in Richtung der Großen Seen vor. Ein Teil dieser Armee aus 2.000 Soldaten und 1.500 Irokesen unter dem Kommando von Johnson, der nach dem Tod von Prideaux das Gesamtkommando übernahm, begann am 6. Juli die Belagerung des von 600 Franzosen verteidigten Forts. 1.500 Franzosen und Indianer versuchten am 24. Juli, den Belagerungsring zur durchbrechen, erlitten aber in der Schlacht bei La Belle Famille eine verlustreiche Niederlage und mussten sich zurückziehen. Daraufhin blieb dem Kommandanten, Hauptmann Pierre Pouchot, nichts anderes als die Kapitulation, die am 25. Juli 1759 erfolgte.

## Unter britischer Herrschaft

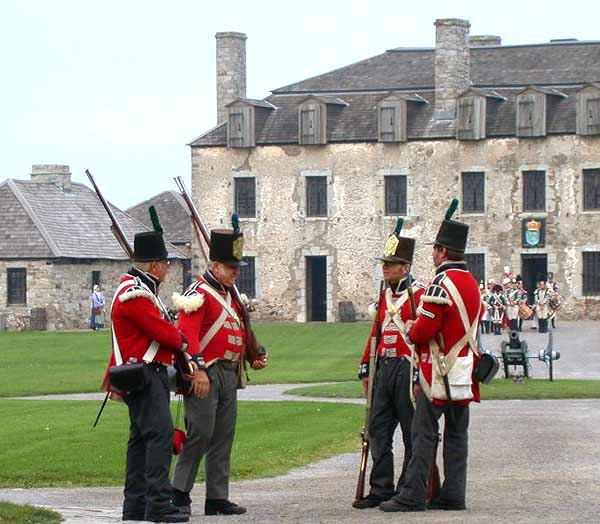
Fort Niagara während einer historischen Inszenierung mit britischen Soldaten aus der Zeit des Kriegs von 1812

Die britische Garnison von Fort Niagara war zunächst in einer heiklen Situation. Die Versorgung dieses isolierten Außenpostens war so schwierig, dass im Winter 1759–1760 eine Skorbutepidemie ausbrach, der bis Frühjahr 1760 150 Soldaten zum Opfer fielen. Mit dem Zusammenbruch des französischen Widerstands im Laufe dieses Jahres veränderte sich die Rolle von Fort Niagara hin zu der eines Nachschubdepots und Verkehrsknotenpunkts für die Siedlungen und Forts im Bereich der Oberen Seen. Gleichzeitig fanden hier auch Verhandlungen statt, mit denen das Verhältnis zu den zuvor mit den Franzosen verbündeten Indianerstämmen der Großen Seen verbessert werden sollten. Diese Bemühungen blieben erfolglos, und der steigende Unwille vieler Stämme über ihre Behandlung durch die Briten führte im Frühjahr 1763 zum Pontiac-Aufstand, währenddessen sie acht britische Forts überrannten, die großen Festungen Fort Pitt und Fort Detroit belagerten und die britische Herrschaft über das Ohiotal zum Einsturz brachten. Fort Niagara selbst wurde nicht angegriffen und spielte eine wichtige Rolle als Ausgangspunkt für Nachschub nach Detroit. Nicht weit entfernt erlitten die Briten die schwerste Niederlage dieser Auseinandersetzung, als ein Wagenzug mit Nachschub für Detroit in der Nähe des Devil’s Hole bei den Niagarafällen in einen Hinterhalt der Seneca geriet, die auch eine zu Hilfe geschickten Truppe aus Fort Schlosser vernichteten, wobei insgesamt etwa 80 Soldaten fielen. Im Sommer 1764 zogen die Briten eine Expedition unter Oberst John Bradstreet in Fort Niagara zusammen, mit der Detroit entsetzt und der Aufstand an den Großen Seen beendet werden sollte. Gleichzeitig führte Sir William Johnson mit den Stämmen der Oberen Seen Verhandlungen am Fort, die dazu führten, dass viele von ihnen ihre Freundschaft mit den Briten erneuerten. Bradstreets Truppen konnten ohne großen Widerstand nach Detroit vorstoßen, und die Indianer gaben ihren Kampf auf, ohne dass es noch zu größeren Auseinandersetzungen gekommen wäre.
In Fort Niagara beschränkte man sich in den nächsten zehn Jahren darauf, die Befestigungen soweit intakt zu halten, dass sie Indianerangriffen (ohne Artillerie) widerstehen konnten. Deswegen zerfielen Teile des Forts. Erneute militärische Bedeutung begann es ab 1775 mit dem offenen Ausbruch des Amerikanischen Unabhängigkeitskriegs. Die Garnison sicherte – ähnlich wie ihre französischen Vorgänger – den Weg zu den Großen Seen, beschützte den Handel, soweit er durch den Krieg nicht zum Erliegen gekommen war, und diente der Unterstützung militärischer Operationen im Westen. Von Fort Niagara aus führten die mit den Briten verbündeten Irokesen und loyalistische (d. h. der britischen Krone treue Kolonisten) Freikorps – insbesondere die 1777/78 aufgestellten Butlers Rangers – eine Reihe von verheerenden Angriffen auf Siedlungen in den Staaten New York und Pennsylvania aus. Durch den amerikanischen Vorstoß nach Kanada (Schlacht von Québec) war Fort Niagara 1775 eine Zeit lang isoliert, wurde aber nicht direkt bedroht. 1777 waren Teile der Garnison an einem Vorstoß in das Tal des Mohawk River beteiligt, der General John Burgoynes unglücklichen Saratoga-Feldzug unterstützen sollte. Amerikanische Truppen unter General John Sullivan stießen 1779 in die Region vor, um die Irokesen für ihre Angriffe zu bestrafen, griffen das Fort aber nicht an. Die Briten mussten im Winter dieses Jahres die Irokesen von Fort Niagara aus versorgen, da deren Dörfer und Ernten durch Sullivans Feldzug weitgehend zerstört worden waren. Bis zum Ende des Krieges blieb Fort Niagara jedoch eine Ausgangsbasis für Überfälle in amerikanisches Gebiet, eine Durchgangsstation für die aus den USA vertriebenen „Loyalisten“ und ebenso für Kriegsgefangene auf dem Weg nach Kanada. Hier wurden auch hunderte von durch die Irokesen verschleppten amerikanische Zivilisten von den Briten freigekauft. Eine wichtige Rolle spielte das Fort auch für nachrichtendienstliche Zwecke; von hier aus wurden amerikanische Truppenbewegungen ausgespäht und Nachrichten nach Kanada weiter geleitet.
Nach der britischen Niederlage in der Schlacht bei Yorktown 1781 war der Krieg zwar entschieden, die Feindseligkeiten zogen sich an der Grenze jedoch noch bis zum Abschluss des Friedensvertrags von Paris 1783 hin. Der in diesem Vertrag festgelegten Grenzziehung zufolge lag Fort Niagara auf amerikanischem Gebiet und musste von den Briten geräumt werden. Aufgrund von Streitigkeiten über die Klauseln des Vertrags verzögerte sich die Räumung des Forts und anderer britischer Stützpunkte wie Detroit erheblich. Erst im Jay-Vertrag von 1794/1795 kam es zu einer Einigung, der zufolge Fort Niagara und andere britische Stützpunkte zum 1. Juni 1796 an die USA übergeben werden sollten. Deshalb zogen im Sommer 1796 amerikanische Truppen in Fort Niagara ein.

## Unter amerikanischer Herrschaft
In das bislang nur von Indianern bewohnte Gebiet um Fort Niagara strömten in den folgenden Jahren zahlreiche amerikanische Siedler. Mehrere Städte entstanden. Militärisch befand sich die Garnison der US-Armee in einer heiklen Lage, da die Briten auf der anderen Seite des Niagara Fort George errichteten, das zwar aus Holzpalisaden bestand, aber höher lag und deshalb die Position von Fort Niagara artilleristisch beherrschte, dessen Befestigungen zudem auf einen Angriff von der Landseite her ausgerichtet waren und deshalb wenig Schutz boten. Die nächsten US-Truppen lagen hingegen in Fort Oswego, 150 Meilen entfernt.
Als der Britisch-Amerikanische Krieg ausbrach, war Fort Niagara unterbesetzt und in schlechtem Zustand und somit kaum auf einen Krieg vorbereitet. In Anbetracht seiner prekären Lage schloss der Kommandeur Nathaniel Leonard einen Waffenstillstand mit den Briten ab, der es diesen erlaubte, Truppen abzuziehen und mit diesen Detroit zu erobern. Nach dem Ablaufen des Waffenstillstands nutzten die Amerikaner Fort Niagara als Ausgangsbasis für eine Invasion in Kanada, erlitten aber nach der Überquerung des Niagara in der Schlacht bei Queenston Heights am 13. Oktober 1812 eine schwere Niederlage. Im Zuge dieser Gefechte kam es zu einem Artillerieduell zwischen Fort Niagara und Fort George, bei dem ersteres unter so schweres Feuer geriet, dass die US-Soldaten das Fort räumen mussten. Ein weiteres Gefecht dieser Art ereignete sich am 21. November.
Nach intensiven Vorbereitungen gingen die USA im Frühjahr 1813 erneut zum Angriff über. Nach einem heftigen Bombardement von Fort George, das am 25. Mai begann, überschritt eine Armee unter Generalmajor Henry Dearborn am 27. Mai den Niagara und vertrieb die Briten aus den Ruinen von Fort George. Die Invasoren wurden bei ihrem Vorstoß jedoch in den Schlachten bei Stoney Creek (6. Juni) und Beaver Dams (24. Juni) geschlagen und zum Rückzug auf den Niagara gezwungen. Im Dezember räumten US-Truppen auch Fort George und brannten nicht nur dieses, sondern auch die Stadt Newark nieder, was die Briten zu entsprechenden Racheakten veranlasste. Da auch Fort Niagara durch den Abzug zahlreicher Soldaten geschwächt war, unternahmen die Briten in der Nacht vom 18. auf den 19. Dezember einen Überraschungsangriff, der durch laxe amerikanische Sicherheitsvorkehrungen erleichtert wurde. Den Briten gelang es, das Tor während des Wachtwechsels zu besetzen und die Garnison nach einem harten Kampf, bei dem 65 der 433 Amerikaner getötet wurden, zur Aufgabe zu zwingen. Der Kommandeur Leonhard, der bei seiner Familie im nahen Lewiston übernachtet hatte, wurde am nächsten Morgen von der britischen Torwache gefangen genommen, als er seinen Dienst wieder antreten wollte. Seine Gefangennahme bewahrte ihn vor einem Kriegsgerichtsverfahren. Zur Vergeltung für die amerikanischen Ausschreitungen in Newark zerstörten die Briten systematisch die Orte im Umland von Fort Niagara. Einen amerikanischen Rückeroberungsversuch gab es nicht; die Festung blieb bis zum Ende des Krieges in britischer Hand. Am 22. Mai 1815 übernahmen wieder amerikanische Truppen das Fort, die Briten zogen sich nach Fort George und in das neu angelegte Fort Mississauga zurück. Das rasche Ende der Spannungen mit Großbritannien verhinderte, dass groß angelegte Ausbaupläne für Fort Niagara umgesetzt wurden.
Nach der Fertigstellung des Eriekanals 1825 verlor der Niagara seine Bedeutung als Transport- und Handelsweg, womit auch ein erheblicher Bedeutungsverlust für Fort Niagara, das deshalb ein Jahr später aufgegeben wurde. 1826 spielte die verlassene Anlage eine Hauptrolle in einem Skandal um den ehemaligen Freimaurer William Morgan, der mit der Preisgabe von Geheimnissen seines Ordens dessen Zorn erregte und deshalb von Freimaurern entführt und zeitweilig im Pulvermagazin von Fort Niagara gefangengehalten wurde. Von hier verschwand er schließlich spurlos. Der Verbleib Morgans ist bis heute nicht bekannt. Der Fall spielte eine wichtige Rolle, um in New York und den USA Aversionen gegen die Freimaurer zu schüren. 1828 besetzte die US-Armee das Fort wieder, dessen Befestigungen nach Unruhen in Kanada 1837 und steigenden Spannungen in den Jahren darauf erheblich verstärkt wurden. Nach dem Abflauen dieser Spannungen war das Fort bis zum Ausbruch des Bürgerkriegs wieder zeitweilig nicht belegt. Aufgrund von Befürchtungen, dass Großbritannien auf Seiten der Konföderierten in den Bürgerkrieg eingreifen würde, begannen umfangreiche, wiederum nicht fertiggestellte Befestigungsarbeiten; Ab 1865 war das Fort wieder Standort einer Garnison, die unter anderen die von amerikanischem Boden ausgehenden Aktivitäten irischer Freischärler (Fenian Brotherhood) gegen Kanada zu unterbinden hatte, die zu erheblichen Spannungen zwischen den USA und Großbritannien geführt hatten. Fort Niagara blieb in der Folge ein Standort der US-Armee und wurde erheblich ausgebaut. Während des Kolonialkriegs auf den Philippinen (1899) diente es als Trainingscamp für Truppen vor dem Kampfeinsatz. Dieselbe Funktion hatte es auch während des Ersten Weltkriegs. Währenddessen zerfiel der historische Teil des Forts, bis schließlich 1927 die Old Fort Niagara Association, ein Zusammenschluss von am Erhalt des historischen Bauwerks interessierten Bürgern, die Restaurierung der Bauten und die Einrichtung eines Museums in die Hand nahm. Während des Zweiten Weltkriegs diente der neue Teil des Forts wieder als Ausbildungszentrum, teilweise auch als Kriegsgefangenenlager für Angehörige des deutschen Afrikakorps. Die bereits 1945 vorhandenen Pläne für eine endgültige Aufgabe von Fort Niagara wurden durch den Koreakrieg verzögert und erst 1963 umgesetzt.
Die komplette Anlage wurde nun von der Old Fort Niagara Association übernommen, die sie seitdem  in Zusammenarbeit mit dem New York State Office of Parks, Recreation and Historic Preservation betreut. Im Oktober 1960 wurde die Festung unter der Bezeichnung Old Fort Niagara als ein National Historic Landmark anerkannt. Im Oktober 1966 folgte der Eintrag als Historic District in das National Register of Historic Places. Die meisten Bauten des 19. und 20. Jahrhunderts riss man 1965 und 1966 ab, um das Gelände in einen Erholungspark umzuwandeln. Eine Station der US Coast Guard ist die letzte verbleibende militärische Einrichtung auf dem Gelände von Fort Niagara.